# La forma del agua
La forma del agua (título original: The Shape Of Water) es una película de fantasía romántica estadounidense del 2017, dirigida por Guillermo del Toro y escrita por el propio Del Toro y por Vanessa Taylor, protagonizada por Sally Hawkins, Michael Shannon, Richard Jenkins, Doug Jones, Michael Stuhlbarg y Octavia Spencer. Ambientada en Baltimore durante el año 1962, la trama sigue a una joven limpiadora que trabaja en un laboratorio gubernamental de alta seguridad quien se enamora de una criatura humanoide-anfibia capturada. La película se proyectó en la sección principal de la competencia del 74.º Festival Internacional de Cine de Venecia, donde se estrenó el 31 de agosto de 2017, y recibió el León de Oro a la mejor película en la competición. También se proyectó en el Festival Internacional de Cine de Toronto 2017. Muchos críticos declararon que La forma del agua era la mejor película de Del Toro desde El laberinto del fauno, alabando en particular la actuación de Hawkins.
La forma del agua se proyectó como parte de la competencia principal en el 74.º Festival Internacional de Cine de Venecia, donde se estrenó el 31 de agosto de 2017 y fue galardonada con el León de Oro a la mejor película. También se proyectó en el Festival Internacional de Cine de Toronto de 2017. Comenzó un estreno limitado en dos teatros en la ciudad de Nueva York el 1 de diciembre de 2017, antes de expandirse ampliamente el 23 de diciembre de 2017, y recaudó $195 millones en todo el mundo.
La forma del agua recibió amplia aclamación de la crítica con elogios por la actuación, el guion, la dirección, las imágenes, el diseño de producción y la partitura musical, y muchos llamaron a la película El mejor trabajo de Del Toro desde El laberinto del fauno; el American Film Institute lo seleccionó como una de las 10 mejores películas del año. La forma del agua tuvo varios premios y candidaturas a otros; entre las últimas, trece en los 90.ª entrega de los Premios de la Academia, donde ganó por Mejor Película, Mejor Director, Mejor Diseño de Producción y Mejor Banda Sonora Original. Fue candidata para siete premios en los 75.º Premios Globo de Oro, ganando como Mejor Director y Mejor Banda Sonora Original, doce en los 71.os Premios de la Academia Británica de Cine, ganando tres premios, incluyendo Mejor Director, y en la 23º Premios de la Crítica Cinematográfica, ganando cuatro premios. Una novela de Del Toro y Daniel Kraus se publicó el 6 de marzo de 2018.

## Argumento
Elisa Esposito, que fue encontrada abandonada de niña con heridas en el cuello al lado de un río, es muda y se comunica a través de la lengua de señas. Trabaja como personal de limpieza en un laboratorio secreto del gobierno en Baltimore, Maryland en 1962, en el apogeo de la Guerra Fría. Sus únicos amigos son su vecino de al lado, Giles, un gay en el armario e ilustrador de publicidad de mediana edad, y su compañera de trabajo, Zelda Fuller, una mujer afroamericana. La instalación recibe una misteriosa criatura capturada en un río sudamericano por el coronel Richard Strickland, quien está a cargo del proyecto para investigarla. Curiosa sobre la criatura, se acerca al tanque donde permanece y Elisa descubre que es un anfibio humanoide. Ella comienza a visitarlo en secreto, y los dos forman un vínculo cercano.
Buscando estudiar al hombre anfibio para obtener una ventaja estadounidense en la carrera espacial, el general Frank Hoyt finalmente es persuadido por Strickland para viviseccionarlo. El Dr. Robert Hoffstetler, un científico que es secretamente un espía ruso llamado Dimitri Mosenkov, aboga sin éxito por mantener vivo al Hombre Anfibio para su posterior estudio pero sus contactos soviéticos le ordenan simultáneamente que sacrifique a la criatura. Cuando Elisa escucha los planes de los estadounidenses para el Hombre Anfibio, persuade a Giles para que la ayude a liberarlo. Hoffstetler se topa con la trama de Elisa en progreso y decide ayudarla. Aunque inicialmente reacia, Zelda también se involucra en el escape exitoso de las instalaciones.
Elisa mantiene al Hombre Anfibio en su bañera, planeando liberarlo en un canal cercano en unos días, cuando está informado que lloverá copiosamente, lo que proporcionará acceso al océano al aumentar el cauce del canal. Strickland interroga a Elisa y Zelda, entre otros, pero no aprende nada. De vuelta en su piso, Giles descubre al Hombre Anfibio devorando a uno de sus gatos. Asustado, el hombre anfibio corta el brazo de Giles y sale corriendo del apartamento. Llega hasta el cine de abajo antes de que Elisa lo encuentre y lo devuelva a su apartamento. La criatura toca a Giles en su cabeza calva y su brazo herido; A la mañana siguiente, Giles descubre que su cabello ha comenzado a crecer nuevamente y que las heridas en su brazo han sanado. Después de negarse inicialmente, Elisa tiene relaciones sexuales con el hombre anfibio.
El general Hoyt llega inesperadamente y le dice a Strickland que tiene 36 horas para recuperar al Hombre Anfibio, o su carrera y vida terminarán. Mientras tanto, le dicen a Hoffstetler que lo extraerán en dos días. A medida que se acerca la fecha de lanzamiento prevista, la salud del Hombre Anfibio comienza a deteriorarse. Hoffstetler va a encontrarse con sus manejadores y Strickland lo sigue. En la cita, Hoffstetler es disparado por uno de sus manejadores, pero Strickland devuelve el fuego y lo mata. Después de enterarse de que Hoffstetler es un espía, Strickland lo tortura para implicar a Elisa y Zelda antes de que muera. Strickland amenaza a Zelda en su casa hasta que su esposo Brewster revela que Elisa tiene al Hombre Anfibio. Zelda inmediatamente llama por teléfono a Elisa, advirtiéndole que libere a la criatura. Strickland enfurecido saquea el departamento vacío de Elisa hasta que encuentra una nota en un calendario que revela dónde planea liberar al Hombre Anfibio.
En el canal, Elisa y Giles se despiden de la criatura cuando llega Strickland, derriba a Giles y dispara tanto al Hombre Anfibio como a Elisa. El hombre anfibio se cura rápidamente y corta la garganta de Strickland, matándolo. Cuando la policía llega a la escena con Zelda, el hombre anfibio toma a Elisa y salta al canal donde la cura. Cuando aplica su toque curativo bajo el agua a las cicatrices en el cuello de Elisa, se abren para revelar branquias como la suya, lo que sugiere que probablemente no era humana; ella vuelve a la vida y los dos se abrazan. En una narración en off, Giles transmite su creencia de que Elisa vivió "feliz para siempre, enamorada" del Hombre Anfibio.

## Elenco
- Sally Hawkins como Elisa Esposito, una muda limpiadora que trabaja en un laboratorio secreto del gobierno.
- Michael Shannon como el Coronel Richard Strickland, un coronel de los Estados Unidos a cargo del proyecto para estudiar el "activo".
- Doug Jones como BOB, Brazillian Organism Bionic, alias el hombre anfibio, una criatura anfibia conocida dentro del proyecto que lo estudia como el "activo", con quien Elisa forma un vínculo estrecho. Un Del Toro sin acreditar proporciona los efectos vocales del hombre.
- Octavia Spencer como Zelda Delilah Fuller, la compañera de trabajo y amiga de Elisa que sirve como intérprete.
- Richard Jenkins como Giles, vecino y amigo íntimo de Elisa, que es un ilustrador publicitario homosexual con dificultades.
- Michael Stuhlbarg como el Dr. Robert Hoffstetler / Dimitri Antonovich Mosenkov, un espía soviético trabajando como científico estudiando a la criatura bajo un alias.
- David Hewlett como Fleming, el jefe de seguridad del laboratorio.
- Nick Searcy como el General Frank Hoyt, un general de los Estados Unidos que es el superior de Strickland.
- Stewart Arnott como Bernard, el excolega de Giles.
- Nigel Bennett como Mihalkov, el manejador KGB de Mosenkov.
- John Kapelos como el Sr. Arzoumanian, el dueño de la sala de cine en el edificio donde viven Elisa y Giles.
- Lauren Lee Smith como Elaine Strickland, la esposa de Richard.
- Martin Roach como Brewster Fuller, el esposo de Zelda.
- Allegra Fulton como Yolanda.
- Morgan Kelly como el Chico de la tarta, un empleado en un restaurante local; Giles tiene un flechazo no correspondido con él.

## Producción

### Desarrollo

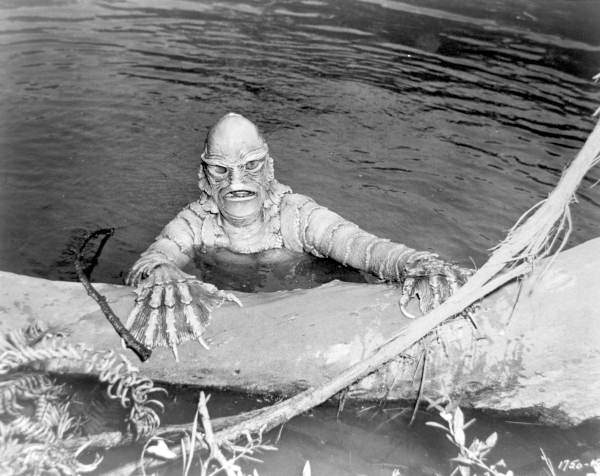
El Monstruo de Creature from the Black Lagoon fue una inspiración para el concepto de Del Toro.

La idea de La forma del agua surgió durante el desayuno de Del Toro con Daniel Kraus en 2011, con quien más tarde coescribió la novela Trollhunters. Muestra similitudes con el cortometraje de 2015 The Space Between Us. También se inspiró principalmente en los recuerdos de la infancia de Del Toro de ver el clásico Creature from the Black Lagoon y su deseo de ver al Monstruo y a Kay Lawrence (interpretada por Julie Adams) tener éxito en su romance. Cuando Del Toro estaba en conversaciones con Universal para dirigir una nueva versión de Creature from the Black Lagoon, trató de lanzar una versión centrada más en la perspectiva de la criatura, donde terminaría junto a la protagonista femenina, pero los ejecutivos del estudio rechazaron el concepto.
Del Toro ambientó la película durante la época de la Guerra Fría a principios de la década de 1960 para contrarrestar las tensiones intensas del momento actual, y especificó: "Si digo una vez en 1962, se convierte en un cuento de hadas para tiempos difíciles. La gente puede bajar la guardia un poco más y escuchar la historia y escuchar a los personajes y hablar sobre los problemas, en lugar de las circunstancias de los problemas".

### Casting
Fanático de sus actuaciones en Happy-Go-Lucky y Fingersmith, Del Toro escribió el guion con Sally Hawkins en mente para el papel y le propuso la idea mientras estaba ebrio en los Globos de Oro 2014. Hawkins se preparó para el papel viendo películas de los comediantes mudos Charlie Chaplin, Buster Keaton, Harold Lloyd y Stan Laurel de El Gordo y el Flaco, de quien le dijo Del Toro que mirara porque pensaba que Laurel podía "hacer un estado de gracia sin transmitirla verbalmente".
La parte de Giles se escribió originalmente con Ian McKellen en mente, y Del Toro se inspiró para hacerlo en su actuación como el cineasta gay en la vida real James Whale, quien dirigió Frankenstein, El hombre invisible y La novia de Frankenstein, quien se encontró desempleado en sus últimos años. Cuando McKellen argumentó no estar disponible, Del Toro envió un correo electrónico a Richard Jenkins, quien aceptó el papel.
Michael Shannon fue elegido como Richard Strickland, el villano de la película. Según una entrevista con Vanity Fair, Shannon y Del Toro tuvieron conversaciones tempranas sobre la idea de que Strickland habría sido el héroe de la película si se hubiera hecho en la década de 1950, algo que fascinó al actor. A Octavia Spencer, quien interpretó el papel de Zelda, la compañera de trabajo, amiga e intérprete de Elisa, le pareció gracioso que las personas que Del Toro eligió como amigas para el personaje principal mudo fueran personas que representan grupos muy marginados.

### Rodaje

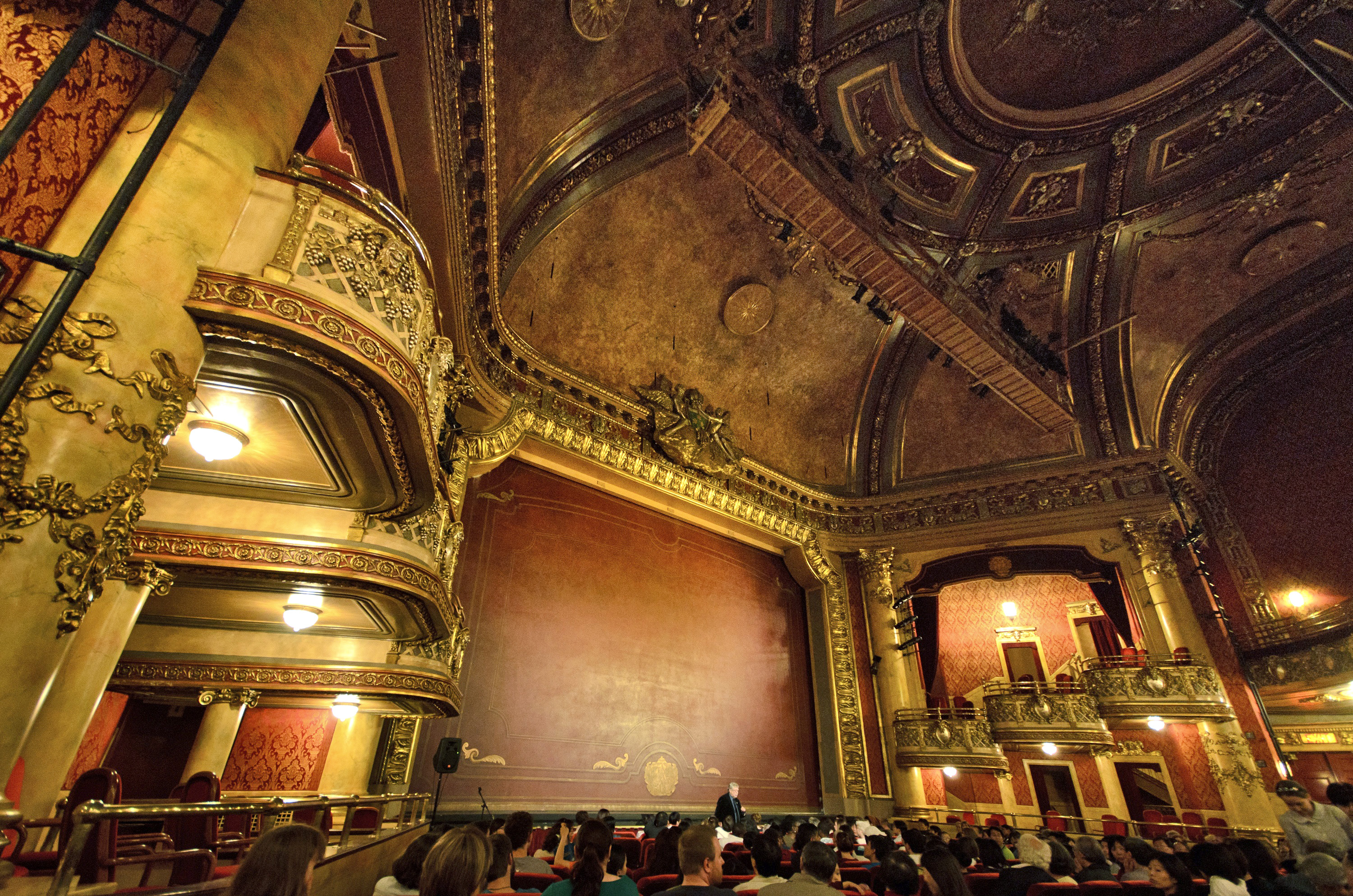
Elgin Theatre, Toronto, el cine Orpheum de la película.

La fotografía principal comenzó el 15 de agosto de 2016 en Toronto y Hamilton, Ontario, y terminó el 6 de noviembre de 2016. El interior del Orpheum (el cine que se ve en la película), es el de los Teatros Elgin y Winter Garden, en Toronto, mientras que el exterior del edificio es la fachada del Victorian Massey Hall, un teatro de artes escénicas no muy lejos de los otros. Los viejos pisos de Elisa y Giles, que en la película están justo encima del Orpheum, en realidad eran un set construido en Cinespace Studios, al oeste de Toronto.
En una entrevista con IndieWire sobre la película, del Toro dijo: "Esta película es una película curativa para mí... Durante nueve películas reformulé los temores de mi infancia, los sueños de mi infancia, y esta es la primera vez que hablo como adulto, sobre algo que me preocupa como adulto. Hablo sobre la confianza, la otredad, el sexo, el amor, hacia dónde vamos. Estas no son preocupaciones que tenía con siete o nueve años".

### Visuales
Según una entrevista con The Wrap, Guillermo Del Toro estaba dividido entre hacer la película en color o en blanco y negro, y en un momento se inclinó hacia lo último. Fox Searchlight Pictures le ofreció a Del Toro un presupuesto de $20 millones para hacer la película en color o un presupuesto de $17 millones para filmarla en blanco y negro. "Honestamente fue una batalla que esperaba perder", dijo Del Toro a The Wrap. "Tenía dos mentes. Por un lado, pensé que el blanco y negro se vería delicioso, pero por otro lado, pensé que se vería posmoderno, como si estuviera reflexionando en lugar de inmerso. Es bueno, porque me consiguió tres millones más".

## Banda sonora
Alexandre Desplat es el compositor de la partitura de la película. La banda sonora ganó el Premio de la Academia a la Mejor Banda Sonora Original en los 90º Premios de la Academia.

### Listado de pistas
Todas las pistas están escritas por Desplat, excepto donde se indique.

Todas las canciones escritas y compuestas por Desplat, except where noted. 
| N.º | Título                                                          | Duración |  |
| 1.  | «The Shape of Water»                                            | 3:42     |  |
| 2.  | «You'll Never Know» (feat. Renée Fleming)                       | 4:38     |  |
| 3.  | «The Creature»                                                  | 1:47     |  |
| 4.  | «Elisa's Theme»                                                 | 2:36     |  |
| 5.  | «Fingers»                                                       | 2:09     |  |
| 6.  | «Spy Meeting»                                                   | 1:42     |  |
| 7.  | «Elisa and Zelda»                                               | 1:10     |  |
| 8.  | «Five Stars General»                                            | 1:31     |  |
| 9.  | «The Silence of Love»                                           | 1:35     |  |
| 10. | «Egg»                                                           | 2:13     |  |
| 11. | «That Isn't Good»                                               | 1:43     |  |
| 12. | «Underwater Kiss»                                               | 2:12     |  |
| 13. | «The Escape»                                                    | 10:57    |  |
| 14. | «Watching Ruth»                                                 | 2:18     |  |
| 15. | «Decency»                                                       | 2:23     |  |
| 16. | «He's Coming For You»                                           | 1:39     |  |
| 17. | «Overflow of Love»                                              | 2:56     |  |
| 18. | «Without You»                                                   | 2:30     |  |
| 19. | «Rainy Day»                                                     | 3:12     |  |
| 20. | «A Princess Without a Voice»                                    | 1:50     |  |
| 21. | «La Javanaise» (Madeleine Peyroux)                              | 4:10     |  |
| 22. | «I Know Why (And So Do You)» (Glenn Miller and His Orchestra)   | 2:58     |  |
| 23. | «Chica Chica Boom Chic» (Carmen Miranda)                        | 2:19     |  |
| 24. | «Babalú» (Caterina Valente & Silvio Francesco)                  | 2:51     |  |
| 25. | «Theme from A Summer Place» (Andy Williams)                     | 2:34     |  |
| 26. | «You'll Never Know (Alternative Version)» (feat. Renée Fleming) | 6:49     |  |

## Estreno
La forma del agua se estrenó el 31 de agosto de 2017 en el 74.º Festival Internacional de Cine de Venecia. También se proyectó en el Festival de Cine de Telluride, el Festival Internacional de Cine de Toronto de 2017 y el Festival de Cine de Londres BFI, entre otros. La película se estrenó en dos cines en la ciudad de Nueva York el 1 de diciembre de 2017 y luego se expandió a varias otras ciudades la semana siguiente. Tuvo su lanzamiento oficial en los Estados Unidos el 22 de diciembre de 2017.

### Versión doméstica
El 13 de marzo de 2018, la película fue lanzada en Blu-ray, DVD y descarga digital.

## Recepción

### Taquilla
La forma del agua recaudó $63.9 millones en los Estados Unidos y Canadá, y $131.4 millones en otros países, por un total de $195.2 millones.
Después de recaudar $4.6 millones durante un lanzamiento limitado de tres semanas, la película comenzó su estreno el 22 de diciembre de 2017, junto con los lanzamientos de Downsizing, Pitch Perfect 3 y Father Figures, y la amplia expansión de Darkest Hour, y recaudó $3 millones de 726 cines durante el fin de semana, y $4.4 millones durante el marco navideño de cuatro días. El siguiente fin de semana, la película ganó $3.5 millones. El fin de semana del 27 de enero de 2018, luego del anuncio de las 13 candidaturas a los Oscar, la película se agregó a más de 1000 salas de cine (para un total de 1854) y ganó $5.9 millones (un aumento del 171% sobre los $2.2 millones de la semana anterior) , terminando octava El fin de semana del 9 al 11 de marzo, después de sus cuatro premios Oscar, la película ganó $2.4 millones. Marcó un aumento del 64% con respecto a los $1.5 millones de la semana anterior y fue similar a los $2.5 millones alcanzados por el ganador a la Mejor Película del año anterior, Moonlight.

### Crítica

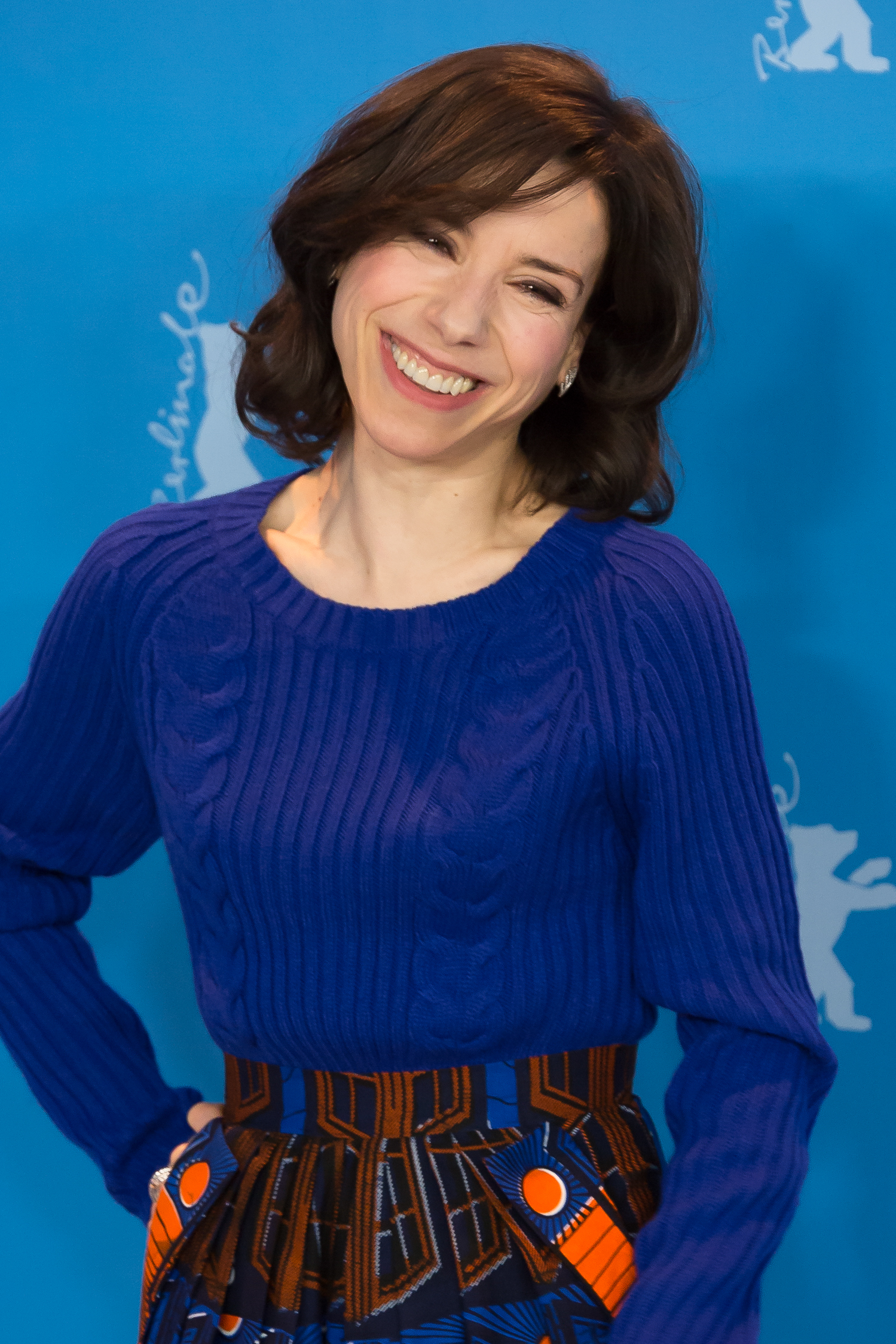
La actuación de Sally Hawkins fue muy elogiada, y fue candidata al Premio de la Academia a la Mejor Actriz.

En el sitio web del agregador de reseñas Rotten Tomatoes, la película tiene una calificación de aprobación del 92% basada en 413 reseñas, con una calificación promedio de 8,41/10. El consenso crítico del sitio web dice: "La forma del agua encuentra a Guillermo del Toro en su mejor momento visualmente distintivo, y combinado con una historia emocionalmente absorbente que cobró vida con la actuación estelar de Sally Hawkins". En Metacritic, la película tiene un peso puntaje promedio de 87 de 100, basado en 53 críticos, que indica "aclamación universal". Según CinemaScore, los miembros del público menores de 40 años le dieron a la película una calificación promedio de "A +" o "A", mientras que los mayores de 40 le dieron una "A" o "A−", en una escala de A + a F; PostTrak informó que los cinéfilos le dieron a la película una puntuación positiva general del 80%.
Ben Croll de IndieWire le dio a la película una calificación 'A' y la calificó como "una de las obras más exitosas de Del Toro... también una visión poderosa de un maestro creativo que se siente totalmente libre de alegría". Al escribir para Rolling Stone, Peter Travers le dio a la película 3,5 de 4 estrellas, elogió la actuación de Hawkins, la cinematografía y la dirección de Del Toro, y dijo: "Incluso cuando la película se hunde en el tormento y la tragedia, la relación central entre estos dos amantes poco probables nos mantiene cautivados. Toro es un artista de cine de clase mundial. No tiene sentido tratar de analizar cómo lo hace". Para el Minnesota Daily, Haley Bennett reaccionó positivamente, escribiendo: "La forma del agua tiene una ternura poco común en las películas de Del Toro. .. Si bien La forma del agua no es innovadora, es elegante y fascinante".
Rex Reed, del New York Observer, le dio a la película 1 de cada 4 estrellas, calificándola como "una carga loca de tontería" y, refiriéndose al papel de Hawkins como describiendo a las personas con discapacidad como "criaturas defectuosas". La reseña de Reed fue criticada por referirse erróneamente al personaje mudo de Hawkins como "discapacitado mental" y por acreditar también erróneamente al actor Benicio del Toro como director de la película.

### Acusaciones de plagio
En febrero de 2018, el patrimonio de Paul Zindel inició una demanda en el Tribunal de Distrito de los Estados Unidos para el Distrito Central de California contra el director Guillermo del Toro y el productor asociado Daniel Kraus, alegando que La forma del agua "copia descaradamente la historia, elementos, personajes, y temas "del trabajo de Zindel de 1969 Let Me Hear You Whisper, que representa a una mujer de la limpieza que se une a un delfín e intenta rescatarlo de los nefastos usos de un laboratorio de investigación secreto. La queja pasa más de una docena de páginas que detallan supuestas "similitudes abrumadoras" entre las obras. Del Toro negó el reclamo de la propiedad de Zindel, diciendo que "nunca he leído ni visto la obra. Nunca había oído hablar de esta obra antes de hacer The Shape of Water, y ninguno de mis colaboradores mencionó la obra". El distribuidor Fox Searchlight también negó el reclamo y dijo que se "defendería vigorosamente" en los tribunales. En julio de 2018, el juez Percy Anderson desestimó la demanda y declaró que Del Toro y Fox Searchlight tenían derecho a recuperar sus costos legales.
También ha habido acusaciones de que La forma del agua plagió a Amphibian Man, una película soviética de 1962 basada en una novela soviética de 1928 del mismo nombre. Indie Cinema Magazine señaló que ambos tienen una trama similar, el uso del nombre "Amphibian Man" en ambas películas, la conexión soviética en ambas historias y el escenario de 1962. Amphibian Man fue una de las películas soviéticas más taquilleras de todos los tiempos, con hasta 100 millones de ingresos en taquilla en la Unión Soviética.
La película también recibió acusaciones de plagio por Jean-Pierre Jeunet, el director francés de la comedia romántica Amélie y el clásico de culto Delicatessen, quien afirmó que Del Toro plagió algunas de las escenas dentro de sus obras Amelie, Delicatessen y La ciudad de los niños perdidos. Otros observadores están en total desacuerdo con la afirmación de Jeunet. El conocido baile del sillón de 1960 de Gene Kelly y Donald O'Connor, por ejemplo, precedió a las películas de Jeunet por décadas. En cuanto al primero, Jeunet señaló algunas de las similitudes en la saturación de los colores, la dirección general del arte y el uso de objetos antropomórficos, así como la música que recuerda la banda sonora de Yann Tiersen en el primero. En respuesta a las acusaciones de plagio de Jeunet por correo electrónico, del Toro citó las influencias de las obras de Terry Gilliam como inspiración para La forma del agua. Tanto el compositor Alexandre Desplat como del Toro han citado al fallecido compositor francés Georges Delerue, cuyo trabajo es anterior a Tierson por décadas como la inspiración para la partitura musical. Desplat también ha enfatizado la importancia del agua como esencial tanto para la partitura como para los temas de la película misma.

### Premios y candidaturas
A continuación se muestran de forma limitada tres de ellos:
| Premio               | Categoría                  | Candidatos                                                       | Resultado  |
| -------------------- | -------------------------- | ---------------------------------------------------------------- | ---------- |
| Premios Óscar        | Mejor película             | Guillermo del Toro y J. Miles Dale                               | Ganador    |
| Premios Óscar        | Mejor director             | Guillermo del Toro                                               | Ganador    |
| Premios Óscar        | Mejor actriz               | Sally Hawkins                                                    | Candidata  |
| Premios Óscar        | Mejor actriz de reparto    | Octavia Spencer                                                  | Candidata  |
| Premios Óscar        | Mejor actor de reparto     | Richard Jenkins                                                  | Candidato  |
| Premios Óscar        | Mejor guion original       | Guillermo del Toro y Vanessa Taylor                              | Candidato  |
| Premios Óscar        | Mejor banda sonora         | Alexandre Desplat                                                | Ganador    |
| Premios Óscar        | Mejor montaje              | Sidney Wolinski                                                  | Candidato  |
| Premios Óscar        | Mejor fotografía           | Dan Laustsen                                                     | Candidato  |
| Premios Óscar        | Mejor diseño de producción | Paul D. Austerberry, Shane Vieau y Jaffrey A. Melvin             | Ganador    |
| Premios Óscar        | Mejor sonido               | Nathan Robitaille, Nelson Ferreira                               | Candidato  |
| Premios Óscar        | Mejor edición de sonido    | Christian T. Cooke, Glen Gauthier y Brad Zoern                   | Candidato  |
| Premios Óscar        | Mejor vestuario            | Luis Sequeira                                                    | Candidata  |
| Premios Globo de Oro | Mejor película - Drama     |                                                                  | Candidato  |
| Premios Globo de Oro | Mejor director             | Guillermo del Toro                                               | Ganador    |
| Premios Globo de Oro | Mejor actriz - Drama       | Sally Hawkins                                                    | Candidata  |
| Premios Globo de Oro | Mejor actriz de reparto    | Octavia Spencer                                                  | Candidata  |
| Premios Globo de Oro | Mejor actor de reparto     | Richard Jenkins                                                  | Candidato  |
| Premios Globo de Oro | Mejor guion                | Guillermo del Toro y Vanessa Taylor                              | Candidatos |
| Premios Globo de Oro | Mejor banda sonora         | Alexandre Desplat                                                | Ganador    |
| Premios BAFTA        | Mejor película             |                                                                  | Candidata  |
| Premios BAFTA        | Mejor director             | Guillermo del Toro                                               | Ganador    |
| Premios BAFTA        | Mejor actriz               | Sally Hawkins                                                    | Candidata  |
| Premios BAFTA        | Mejor actriz de reparto    | Octavia Spnecer                                                  | Candidata  |
| Premios BAFTA        | Mejor montaje              | Sidney Wolinsky                                                  | Candidata  |
| Premios BAFTA        | Mejor fotografía           | Dan Laustsen                                                     | Candidato  |
| Premios BAFTA        | Mejor guion original       | Guillermo del Toro y Vanessa Taylor                              | Candidato  |
| Premios BAFTA        | Mejor banda sonora         | Alexandre Desplat                                                | Ganador    |
| Premios BAFTA        | Mejor diseño de vestuario  | Luis Sequeira                                                    | Candidato  |
| Premios BAFTA        | Mejor diseño de producción | Paul D. Austerberry, Jeffrey A. Melvin, Shane Vieau              | Ganadores  |
| Premios BAFTA        | Mejor sonido               | Christian T. Cooke, Glen Guathier, Nathan Robitaille, Brad Zoern | Candidatos |
| Premios BAFTA        | Mejor efectos visuales     | Dennis Berardi, Trey Harrell, Kevin Scott                        | Candidatos |